# Premierzy Tunezji
Lista premierów Tunezji
| #                                                                 | Imię i nazwisko                                        | Portret | Objął urząd          | Zdał urząd          | Partia polityczna                                    |
| ----------------------------------------------------------------- | ------------------------------------------------------ | ------- | -------------------- | ------------------- | ---------------------------------------------------- |
| Premierzy Królestwa Tunezji                                       |                                                        |         |                      |                     |                                                      |
| 1                                                                 | Tahar Ben Ammar الطاهر بن عمار (1889–1985)             |         | 20 marca 1956        | 11 kwietnia 1956    | Dustur                                               |
| 2                                                                 | Habib Burgiba حبيب بورقيبة (1903–2000)                 |         | 11 kwietnia 1956     | 25 lipca 1957       | Neo-Dustur                                           |
| w okresie od 25 lipca 1957 do 7 listopada 1969 urząd zniesiony    |                                                        |         |                      |                     |                                                      |
| Premierzy Republiki Tunezyjskiej                                  |                                                        |         |                      |                     |                                                      |
| 1                                                                 | Al-Bahi al-Adgham الباهي الأدغم (1913–1998)            |         | 7 listopada 1969     | 2 listopada 1970    | PSD                                                  |
| 2                                                                 | Al-Hadi Nuwajra الهادي نويرة (1911–1993)               |         | 2 listopada 1970     | 23 kwietnia 1980    | PSD                                                  |
| 3                                                                 | Muhammad Mizali محمد مزالي (1925–2010)                 |         | 23 kwietnia 1980     | 8 lipca 1986        | PSD                                                  |
| 4                                                                 | Raszid Safar رشيد صفر (1933–2023)                      |         | 8 lipca 1986         | 2 października 1987 | PSD                                                  |
| 5                                                                 | Zajn al-Abidin ibn Ali زين العابدين بن علي (1936–2019) |         | 2 października 1987  | 7 listopada 1987    | PSD                                                  |
| 6                                                                 | Al-Hadi al-Bakkusz الهادي البكوش (1930–2020)           |         | 7 listopada 1987     | 27 września 1989    | PSD (przed 1988) RCD (od 1988)                       |
| 7                                                                 | Hamid al-Karawi حامد القروي (1927–2020)                |         | 27 września 1989     | 17 listopada 1999   | RCD                                                  |
| 8                                                                 | Muhammad al-Ghannuszi محمد الغنوشي (1941–)             |         | 17 listopada 1999    | 27 lutego 2011      | RCD                                                  |
| 9                                                                 | Al-Badżi Ka’id as-Sibsi الباجي قائد السبسي (1926–2019) |         | 27 lutego 2011       | 24 grudnia 2011     | bezpartyjny                                          |
| 10                                                                | Hammadi al-Dżibali حمادي الجبالي (1949–)               |         | 24 grudnia 2011      | 14 marca 2013       | Partia Odrodzenia                                    |
| 11                                                                | Ali al-Urajjid علي العريّض (1955–)                      |         | 14 marca 2013        | 29 stycznia 2014    | Partia Odrodzenia                                    |
| 12                                                                | Mahdi Dżuma مهدي جمعة (1962–)                          |         | 29 stycznia 2014     | 6 lutego 2015       | bezpartyjny                                          |
| 13                                                                | Al-Habib as-Sid حبيب الصيد (1949–)                     |         | 6 lutego 2015        | 27 sierpnia 2016    | Wezwanie Tunezji                                     |
| 14                                                                | Jusuf asz-Szahid يوسف الشاهد (1975–)                   |         | 27 sierpnia 2016     | 27 lutego 2020      | Wezwanie Tunezji (przed 2019) Tahya Tounes (od 2019) |
| (14)                                                              | Jusuf asz-Szahid يوسف الشاهد (1975–)                   |         | 27 sierpnia 2016     | 27 lutego 2020      | Wezwanie Tunezji (przed 2019) Tahya Tounes (od 2019) |
| 15                                                                | Iljas al-Fachfach إلياس الفخفاخ (1972–)                |         | 27 lutego 2020       | 2 września 2020     | Ettakatol                                            |
| 16                                                                | Hiszam Masziszi هشام مشيشي (1974–)                     |         | 2 września 2020      | 25 lipca 2021       | bezpartyjny                                          |
| w okresie od 25 lipca do 11 października 2021 wakat na stanowisku |                                                        |         |                      |                     |                                                      |
| 17                                                                | Najla Boudin Romdhane نجلاء بودن رمضان (1958–)         |         | 11 października 2021 | 2 sierpnia 2023     | bezpartyjna                                          |
| 18                                                                | Ahmad al-Haszszani أحمد الحشاني (1958–)                |         | 2 sierpnia 2023      | 7 sierpnia 2024     | bezpartyjny                                          |
| 19                                                                | Kamel Madouri كمال المدوري (1974–)                     |         | 7 sierpnia 2024      | 21 marca 2025       | bezpartyjny                                          |
| 20                                                                | Sara Zaafarani سارة الزعفراني (1963–)                  |         | 21 marca 2025        | nadal urzęduje      | bezpartyjna                                          |